# Montadas
Montadas is een gemeente in de Braziliaanse deelstaat Paraíba. De gemeente telt 4.750 inwoners (schatting 2009).
De gemeente grenst aan Areial, Pocinhos, Puxinanã, Lagoa Seca en Esperança.